# پنی سیتی (نبراسکا)
پنی سیتی(به انگلیسی: Pawnee City) شهری در ایالت نبراسکا کشور ایالات متحده آمریکا است که جمعیت آن در سرشماری سال ۲۰۱۰ میلادی، ۸۷۸ نفر بوده‌است.